# Operació Eiche

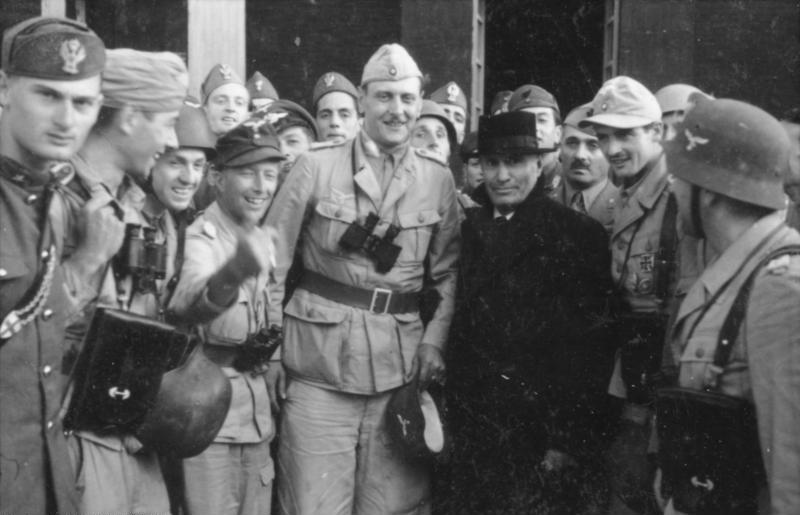
Mussolini un cop alliberat

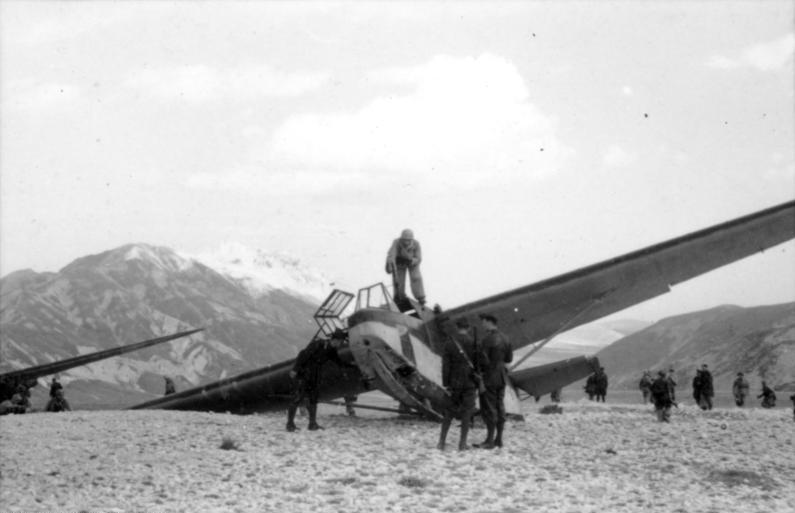
DFS 230 emprat en l'operació

L'operació Eiche (« roure » en alemany) va ser una operació de rescat executada durant la Segona Guerra Mundial en la qual un comando de paracaigudistes de la Wehrmacht alemanya va alliberar el Duce italià Benito Mussolini de la seva reclusió a l'Hotel Campo Imperatore al setembre de 1943.
L'ordre de rescat a qualsevol preu va ser impartida personalment per Adolf Hitler al coronel Otto Skorzeny de la Waffen-SS, planificada pel comandant Harald Mors, i aprovada pel general Kurt Student, cap d'operacions dels paracaigudistes de la Luftwaffe.

## Antecedents

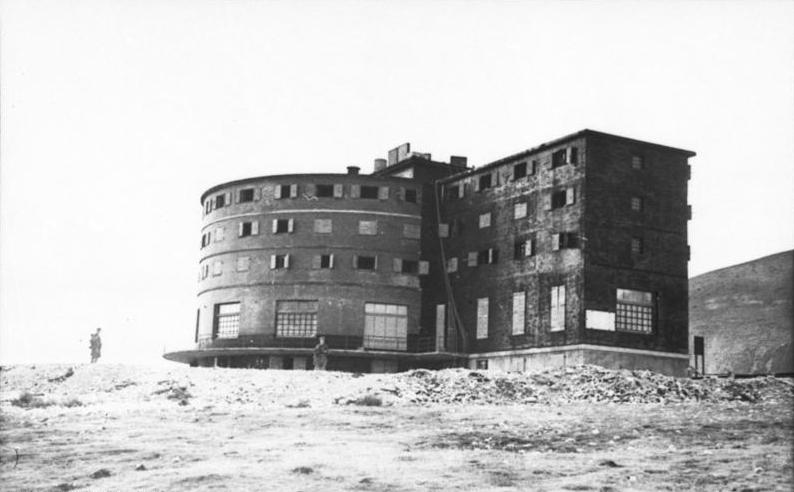
Hotel Campo Imperatore, 1943

El 25 de juliol de 1943, setmanes després de la invasió aliada de Sicília, els mals resultats en la guerra van causar que dins del Gran Consell Feixista es decidís destituir Benito Mussolini de totes les seves funcions com a Duce, i que assumís el govern el general Pietro Badoglio, després de diverses setmanes en què els jerarques de la Itàlia feixista havien conspirat per evitar una derrota militar davant Estats Units o el Regne Unit que enderrocarien Mussolini.
L'endemà de la votació del consell, Mussolini va ser arrestat per ordre del rei Víctor Manuel III i portat successivament a diversos llocs pel govern de Badoglio, començant per l'illa mediterrània de Ponza, després l'illa de la Maddalena i finalment l'Hotel Camp Imperatore, un allotjament per a esports d'hivern proper a la muntanya del Gran Sasso d'Itàlia, als Apenins de la regió dels Abruços. El govern de Badoglio va utilitzar diverses estratagemes per impedir que la intel·ligència alemanya sabés el veritable lloc de tancament del líder feixista.

## Història

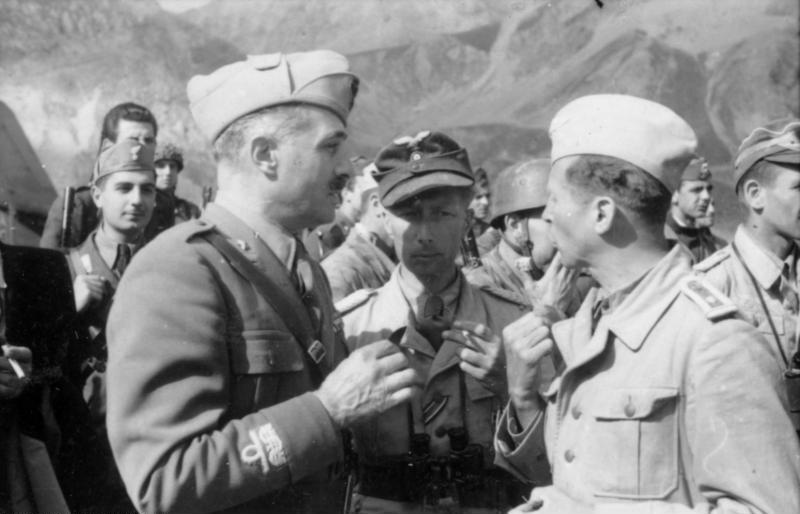
El general Ferdinando Soletti, usat pels alemanys com a ostatge per a parlamentar amb l'escorta de carabinieri del Duce.

Durant l'estiu de 1943, Otto Skorzeny va rebre instruccions del propi Adolf Hitler per cercar Benito Mussolini, empresonat a Itàlia i alliberar-lo. Després d'una investigació de camp que el permeté d'ubicar el lloc secret on el Duce estava empresonat, va organitzar-ne de manera secreta l'alliberament. El 12 de setembre de 1943 a les dues de la tarda (set hores després de l'hora programada), deu planadors DFS 230 van aterrar a l'Hotel Campo Imperatore al Gran Sasso d'Abruzzo, on Mussolini era empresonat i vigilat per soldats italians que tenien l'ordre d'executar-lo en cas que intentés escapar. L'èxit d'aquesta operació aerotransportada es degué a l'efecte sorpresa. Una «cigonya alemanya», un avió (el Fieseler Fi 156 Storch) pilotat pel capità Gerlach, capaç d'enlairar-se en menys de setanta metres i aterrar en vint-i-cinc metres, va recuperar Mussolini i el va portar al camp d'aviació de Pratica di Mare.
Encara que l'alliberament sobretot mèrit del treball dels paracaigudistes alemanys del Batalló Lehr-Mors, la propaganda del Tercer Reich va atribuir principalment el mèrit al SS Hauptsturmführer Otto Skorzeny, nomenat SS Sturmbannführer després de l'operació. Des d'aleshores, se'l coneix com «l'alliberador de Mussolini» a la propaganda i a la història.
Algunes setmanes més tard, el capità Gerlach i el sotstinent Meyer-Wehner, del Lehr-Bataillon Mors, foren condecorats amb la creu de cavaller de la creu de ferro per l'èxit de l'operació. Otto Skorzeny rebé també aquesta distinció de les mans d'Adolf Hitler, quan portà el Duce, sa i estalvi, al quarter general del Führer a Rastenburg, a la Prússia Oriental.

## Informació addicional
Segons les investigacions de Michele Vicenzo, basades en entrevistes i suposades contradiccions entre testimonis oculars i altres documents, l'atac de Gran Sasso es considera possible com a resultat d'un acord secret entre el govern italià de Badoglio i el govern alemany. Gerhard Mertins estava entre els paracaigudistes que van participar en la incursió.